# Damir Bičanić

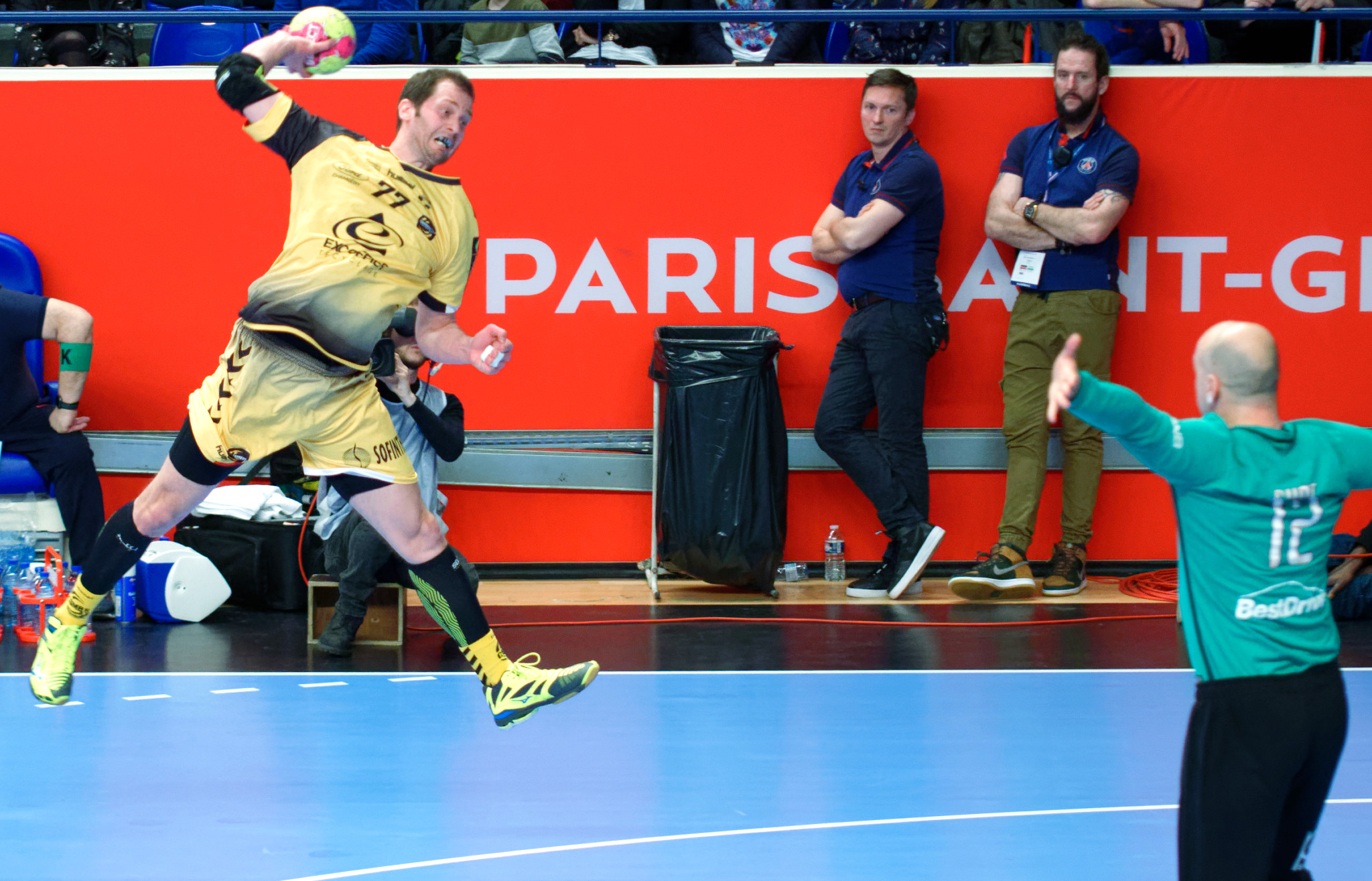
Bičanić au tir face à Gorazd Škof en 2017.

Damir Bičanić, né le 29 juin 1985 à Vukovar, est un ancien handballeur croate évoluant au poste d'arrière gauche. Par la suite, il est dirigeant au RK Zagreb, chargé des relations avec les institutions du handball.

## Palmarès

### En club
Compétitions nationales
- Vainqueur du Championnat de Croatie (4) : 2007, 2008, 2018, 2019
- Vainqueur de la Coupe de Croatie (4) : 2007, 2008, 2018, 2019
- Vainqueur de la Coupe ASOBAL (1) : 2009
- Finaliste de la Coupe du Roi (1) : 2010
- Vice-Champion de France (2) : 2011, 2012
- Finaliste de la Coupe de la Ligue (1) : 2011
- Finaliste de la Coupe de France (1) : 2011, 2014
- Trophée des champions
  - Vainqueur (1) : 2013
  - Finaliste (3) : 2010, 2011 et 2012

Compétitions internationales
- Demi-finaliste de la Coupe de l'EHF (C3) (1) : 2016

### En sélection nationale
Jeux olympiques
- Médaille de bronze aux Jeux olympiques de 2012 de Londres,  Royaume-Uni

Championnats d'Europe
- Médaille d'argent au Championnat d'Europe 2010,  Autriche
- Médaille de bronze au Championnat d'Europe 2012,  Serbie
- 4e place au Championnat d'Europe 2014,  Danemark

Championnat du monde
- Médaille de bronze du Championnat du monde 2013,  Espagne